# کرچلیسپیتسن
کرچلیسپیتسن (به لاتین: Kirchlispitzen) یک کوه در سوئیس است که در Seewis im Prättigau واقع شده‌است. کرچلیسپیتسن ۲٬۵۵۲ متر بالاتر از سطح دریا واقع شده‌است.